# Partido Social-Democrata da Croácia
O Partido Social-Democrata da Croácia (em croata Socijaldemokratska partija Hrvatske; SPH) é o principal partido de centro-esquerda e social-democrata da Croácia.

## História
O partida evoluiu a partir da Liga dos Comunistas da Croácia (em croata: Savez Hrvatske komunista, SKH). A delegação deixou o 14º Congresso dos Partidos Comunistas da Iugoslávia, juntamente com os eslovenos, devido a uma incapacidade de cooperar com o Partido Comunista Sérvio liderado por Slobodan Milošević. A Iugoslávia deixou de ser um Estado socialista, logo depois, e assim o partido adicionou o Partido de Mudanças Democráticas (croata: Stranka Promjena demokratskih, SDP) para o seu nome. Em 1990, participou da eleições multipartidárias de Abril de 1990. O SKH-PSDC perdeu as eleições, mas permaneceu na oposição parlamentar.
Em 30 de abril de 1994 se fundiu com os Democratas Sociais da Croácia, liderado por Antun Vujic, para formar o Partido Social-Democrata da Croácia (convenientemente abreviado para "PSDC").

### 2000-2004 do governo e voltar para a oposição
O partido formou uma coligação pré-eleitoral com o Partido Social Liberal Croata (HSLS) e começou a ganhar as eleições parlamentares de janeiro de 2000. Račan, como o líder do partido mais forte, tornou-se o primeiro-ministro da Croácia. O governo de coligação incluía ministros do PSDC e HSLS, além da coligação do Partido dos Croatas Camponeses , o Partido Liberal), o Partido Popular Croata, e da Assembleia Democrática de Istria.
O governo liderado pelo PSDC, embora com várias alterações, permaneceu no poder até dezembro de 2004. Eles formaram coligações pré-eleitorais com Libra (uma facção dissidente do HSLS e do Partido Liberal) , mas não conseguiu garantir uma nova maioria parlamentar, mesmo com a coligação alargada até 2000. Ele ganhou 34 dos 151 assentos. Nas eleições presidenciais de 2005, o SDP apoiou Stjepan Mesić, que venceu as eleições e se tornou presidente.
Para as eleições de 2007, o PSDC preparou uma estratégia econômica, anteriormente não-partidária o economista Ljubo Jurčić. Em 2007, o partido foi atingido pela morte de Ivica Račan, e teve de eleger um novo líder do partido em uma convenção especial.

### 2010: volta ao governo
Em eleição realizada em 2010, o candidato do partido, Ivo Josipović, é eleito novo presidente do país, prometendo o aderimento de seu país à União Europeia até 2012.

## Resultados eleitorais

### Eleições presidenciais
| Data    | Candidato apoiado | 1ª Volta | 1ª Volta  | 1ª Volta     | 2ª Volta | 2ª Volta  | 2ª Volta     |
| Data    | Candidato apoiado | CI.      | Votos     | %            | CI.      | Votos     | %            |
| ------- | ----------------- | -------- | --------- | ------------ | -------- | --------- | ------------ |
| 1992    | Antun Vujic       | 8.º      | 18 783    | 0,7 / 100,0  |          |           |              |
| 1997    | Zdravko Tomac     | 2.º      | 458 172   | 21,0 / 100,0 |          |           |              |
| 2000    | Drazen Budisa     | 2.º      | 741 837   | 27,7 / 100,0 | 2.º      | 1 125 969 | 44,0 / 100,0 |
| 2005    | Stjepan Mesić     | 1.º      | 1 089 398 | 48,9 / 100,0 | 1.º      | 1 454 451 | 65,9 / 100,0 |
| 2009/10 | Ivo Josipović     | 1.º      | 640 594   | 32,4 / 100,0 | 1.º      | 1 339 385 | 60,3 / 100,0 |
| 2014/15 | Ivo Josipović     | 1.º      | 687 678   | 38,5 / 100,0 | 2.º      | 1 082 436 | 49,3 / 100,0 |
| 2019/20 | Zoran Milanović   | 1.º      | 562 783   | 29,6 / 100,0 | 1.º      | 1 034 170 | 52,7 / 100,0 |

### Eleições legislativas
| Data | CI. | Votos     | %            | +/-  | Deputados | +/- | Status   | Aliança                       |
| ---- | --- | --------- | ------------ | ---- | --------- | --- | -------- | ----------------------------- |
| 1992 | 5.º | 145 419   | 5,5 / 100,0  |      | 11 / 138  |     | Oposição |                               |
| 1995 | 4.º | 215 839   | 8,9 / 100,0  | 3,4  | 10 / 127  | 1   | Oposição |                               |
| 2000 | 1.º | 1 138 318 | 38,7 / 100,0 | 29,8 | 43 / 151  | 33  | Governo  | Coligação com HSLS            |
| 2003 | 2.º | 560 593   | 22,6 / 100,0 | 16,1 | 34 / 151  | 9   | Oposição | Coligação com IDS, LIBRA e LS |
| 2007 | 2.º | 775 690   | 31,2 / 100,0 | 8,6  | 56 / 153  | 22  | Oposição |                               |
| 2011 | 1.º | 958 312   | 40,0 / 100,0 | 8,8  | 61 / 151  | 5   | Governo  | Coligação Kukuriku            |
| 2015 | 2.º | 744 507   | 32,3 / 100,0 | 7,7  | 42 / 151  | 19  | Oposição | Croácia está a Crescer        |
| 2016 | 2.º | 636 602   | 33,8 / 100,0 | 1,5  | 38 / 151  | 4   | Oposição | Coligação Popular             |

### Eleições europeias
| Data | CI. | Votos   | %            | +/-  | Deputados | +/- | Aliança            |
| ---- | --- | ------- | ------------ | ---- | --------- | --- | ------------------ |
| 2013 | 2.º | 237 778 | 32,1 / 100,0 |      | 5 / 12    |     | Coligação Kukuriku |
| 2014 | 2.º | 275 904 | 29,9 / 100,0 | 2,2  | 2 / 11    | 3   | Coligação Kukuriku |
| 2019 | 2.º | 201 904 | 18,7 / 100,0 | 11,2 | 4 / 12    | 2   |                    |